# Rosolino Bua
Rosolino Bua (* 3. März 1901 in Palermo; † 28. Februar 1979 in Rom) war ein italienischer Schauspieler.

## Leben
Bua begann seine darstellerische Karriere in einigen Stummfilmen (sein erster war die Cines-Produktion Reginetta Isotta), wandte sich dann jedoch in der Compagnie von Ermete Zacconi der Bühne zu, der er nach Übersiedlung nach Rom treu blieb; nach dem Zweiten Weltkrieg spielte er jedoch auch wieder in einigen Filmen. Neben den Arbeiten des Regisseurs Pino Mercanti begleitete er dabei u. a. Pietro Germi und Luchino Visconti.
Zu seinen bekanntesten Theaterauftritten zählen sein eigenes Stück Re Messia im Jahre 1949, wobei er auch inszenierte; weiter Pirandellos La giara unter Accursio Di Leo. Mit Fernsehauftritten und Synchronarbeiten vervollständigte der schmale, distinguiert wirkende Schauspieler seine Arbeitsgebiete.

## Filmografie (Auswahl)
- 1918: La reginetta Isotta
- 1959: Unter glatter Haut (Un maledetto imbroglio)
- 1963: Der Leopard (Il gattopardo)
- 1968: Der Fremde von Paso Bravo (Uno straniero a Paso Bravo)
- 1972: Il marchese di Roccaverdina (Fernseh-Mehrteiler)